# Fisera eribola
Fisera eribola là một loài bướm đêm trong họ Geometridae.

## Hình ảnh

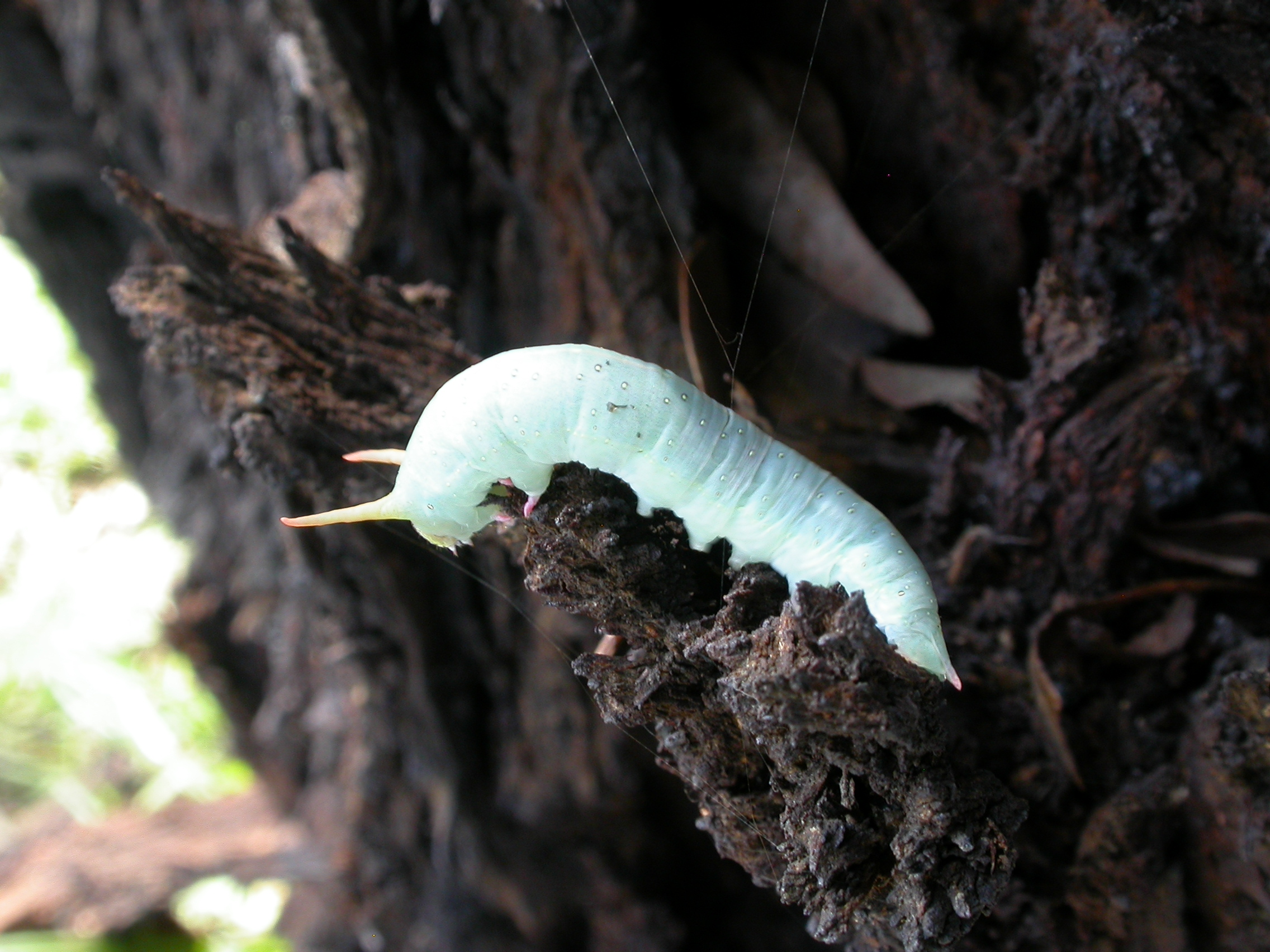
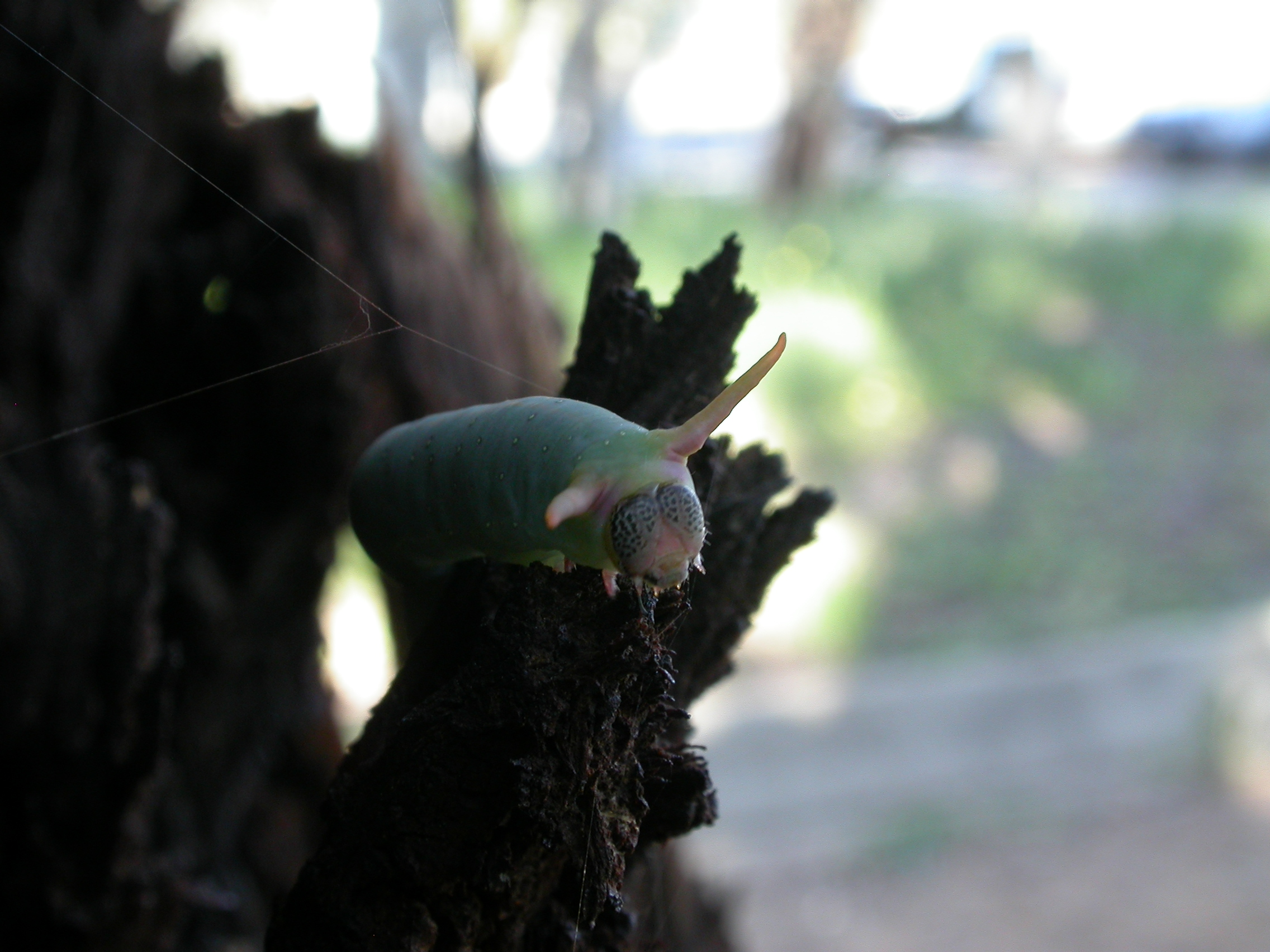
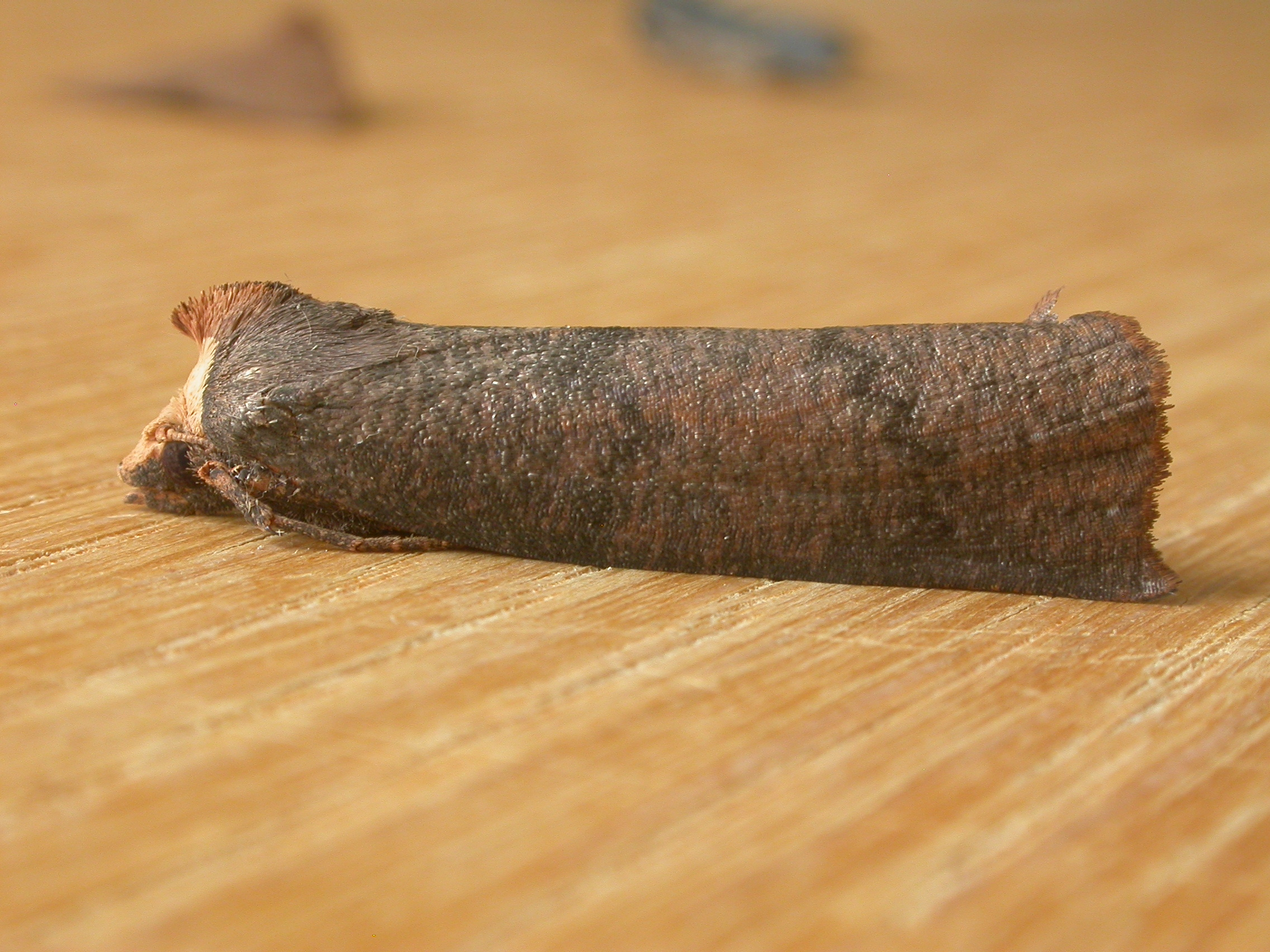
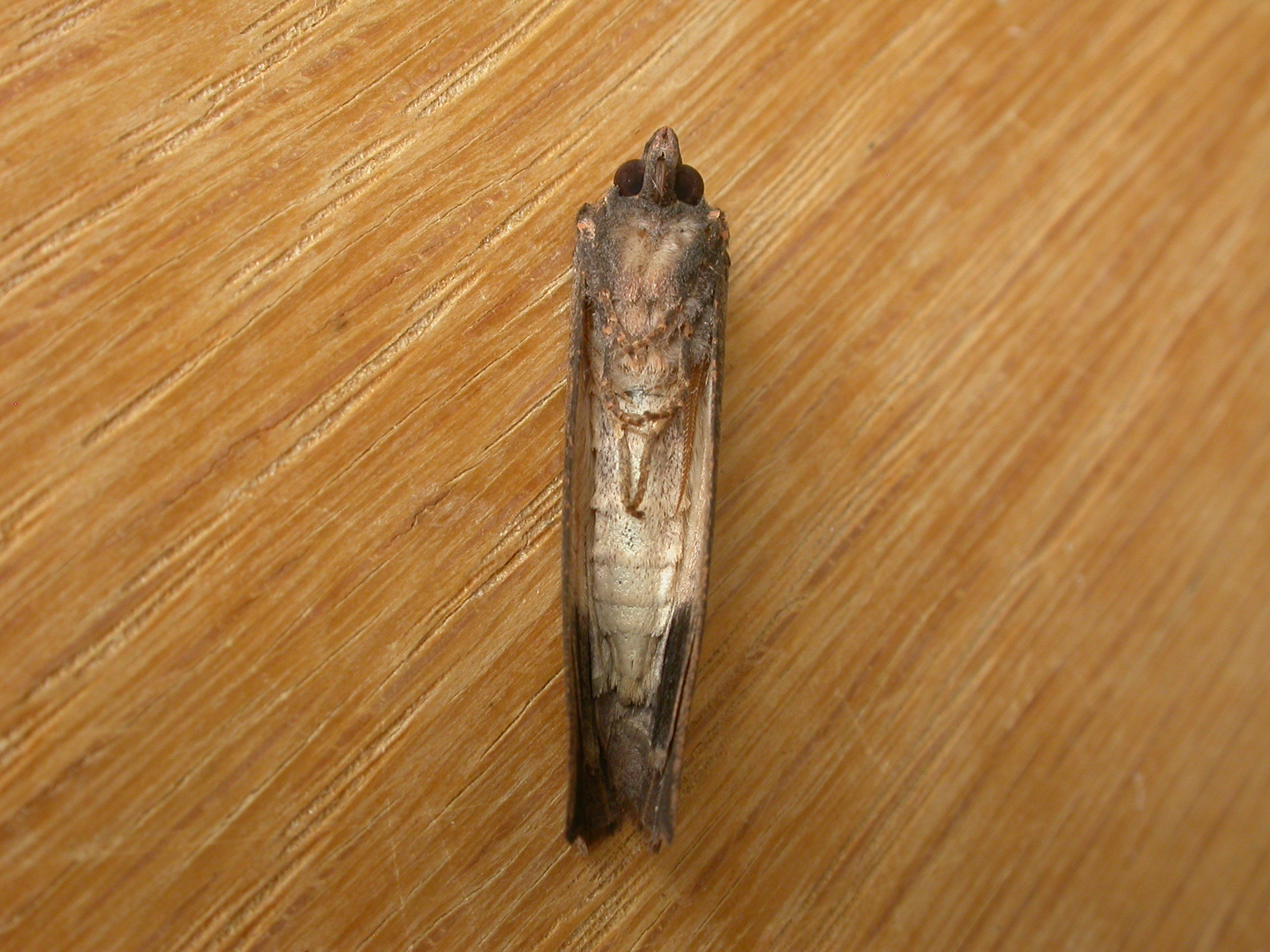